# Liste des as italiens de la Seconde Guerre mondiale
Jusqu'à la fin des années 1990, il n'existait pas de liste "officielle" des as aériens de la Regia Aeronautica pour la période de 1939 à 1945. Depuis cette lacune a été plus ou moins comblée par plusieurs historiens italiens qui, se basant sur de nombreux documents personnels, tels que livrets de vol personnels ou registres d'escadrilles, ont pu dresser une liste, non encore exhaustive, mais déjà assez précise, des principaux as italiens de la Seconde Guerre mondiale.

## Liste
- Cette liste ne prend en compte que le nombre de victoires individuelles obtenus par chacun des pilotes concernés ; et, contrairement aux Alliés, ne sont pas reconnues leurs succès en coopération.

| Prénom et nom                  | Palmarès |
| ------------------------------ | -------- |
| Teresio Martinoli              | 22       |
| Franco Lucchini                | 21       |
| Leonardo Ferrulli              | 20       |
| Francesco Bordoni Bisleri      | 19       |
| Luigi Gorrini                  | 19       |
| Ugo Drago                      | 17       |
| Mario Visintini                | 16       |
| Mario Bellagambi               | 14       |
| Luigi Baron                    | 12       |
| Luigi Giannetta                | 12       |
| Attilio Sanson                 | 12       |
| Carlo Magnaghi                 | 11       |
| Giorgio Solaroli di Briona     | 11       |
| Mario Veronesi                 | 11       |
| Amedeo Benatti                 | 10       |
| Fernando Malvezzi              | 10       |
| Giulio Reiner                  | 10       |
| Giuseppe Robetto               | 10       |
| Carlo Ruspoli di Poggio Suasa  | 10       |
| Massimo Salvatore              | 10       |
| Claudio Solare                 | 10       |
| Ennio Tarantola                | 10       |
| Giuilio Torresi                | 10       |
| Adriano Visconti               | 10       |
| Emanuele Annoni                | 9        |
| Giovanni Barcaro               | 9        |
| Fausto Fomaci                  | 9        |
| Walter Omiccioli               | 9        |
| Natalino Stabile               | 9        |
| Giuseppe Biron                 | 8        |
| Giovanni Bonet                 | 8        |
| Antonio Camaioni               | 8        |
| Fausto Filippi                 | 8        |
| Antonio Longhini               | 8        |
| Orfeo Mazzitelli               | 8        |
| Aroldo Solfritti               | 8        |
| Raffaelle Valenzano            | 8        |
| Tito Valtancoli                | 8        |
| Bruno Biagini                  | 7        |
| Carlo Canella                  | 7        |
| Antonio Canfora                | 7        |
| Agostino Celentano             | 7        |
| Vittorino Daffara              | 7        |
| Luigi Filippi                  | 7        |
| Dino Forlani                   | 7        |
| Ettore Foschini                | 7        |
| Roberto Gaucci                 | 7        |
| Ereo Lombardo Schiappecasse    | 7        |
| Orlando Mandolini              | 7        |
| Mario Mecatti                  | 7        |
| Carlo Miani                    | 7        |
| Furio Niclot Doglio            | 7        |
| Clizoi Nioi                    | 7        |
| Giuseppe Oblach                | 7        |
| Ranieri Piccolomini Clementini | 7        |
| Angelo Savini                  | 7        |
| Ferruccio Serafini             | 7        |
| Virgilio Vanzan                | 7        |
| Osvaldo Bartolozzi             | 6        |
| Gianlino Baschirotte           | 6        |
| Livio Bassi                    | 6        |
| Piero Bonfatti                 | 6        |
| Aldo Buvoli                    | 6        |
| Carlo Cucchi                   | 6        |
| Rinaldo Damiani                | 6        |
| Cesare Di Bert                 | 6        |
| Guido Fibbia                   | 6        |
| Giuliano Fissore               | 6        |
| Amedeo Guidi                   | 6        |
| Domenico Laiolo                | 6        |
| Giuseppe Marcontini            | 6        |
| Sergio Maurer                  | 6        |
| Alvaro Querci                  | 6        |
| Diego Rodoz                    | 6        |
| Alberto Spigaglia              | 6        |
| Vittorio Squartia              | 6        |
| Alberto Veronese               | 6        |
| Loris Baldi                    | 5        |
| Luigi Bandini                  | 5        |
| Lucio Biagini                  | 5        |
| Manfredo Bianchi               | 5        |
| Pietro Bianchi                 | 5        |
| Alessandro Bladelli            | 5        |
| Evasio Cavalli                 | 5        |
| Guglielmo Chiarini             | 5        |
| Tullio Covre                   | 5        |
| Francesco Cuscuna              | 5        |
| Facchini Dotta                 | 5        |
| Domenico Ettore                | 5        |
| Giuseppe Ferrazani             | 5        |
| Iacopo Frigerio                | 5        |
| Antonio Giardina               | 5        |
| Eber Giudice                   | 5        |
| Giorgio Graffer                | 5        |
| Mario Guerci                   | 5        |
| Spiridione Guiducci            | 5        |
| Felicu Longhi                  | 5        |
| Luigi Mariotti                 | 5        |
| Mario Melis                    | 5        |
| Vittorio Minguzzi              | 5        |
| Elio Miotto                    | 5        |
| Gianfranco Montagnani          | 5        |
| Amleto Monterumiti             | 5        |
| Enrico Moretto                 | 5        |
| Luigi Moresi                   | 5        |
| Dante Ocarso                   | 5        |
| Enzo Omiccioli                 | 5        |
| Antonio Palazzeschi            | 5        |
| Francesco Pocchiari            | 5        |
| Luciano Perdoni                | 5        |
| Costantino Petrosellini        | 5        |
| Mario Pinna                    | 5        |
| Giorgio Pocek                  | 5        |
| Riccardo Roveda                | 5        |
| Giovanni Sajeva                | 5        |
| Pier Giuseppe Scarpetta        | 5        |
| Carlo Seganti                  | 5        |
| Olindo Simionato               | 5        |
| Annibale Sterzi                | 5        |
| Renato Talamini                | 5        |
| Luigi Torchio                  | 5        |
| Giorgio Tugnoli                | 5        |
| Celso Zemeta                   | 5        |

### Controverses
De nombreux pilotes, jusqu'alors considérés comme des as, ne sont pas cités dans la liste ci-dessus. La raison vient de ce que la vérification du palmarès auparavant considéré comme indéniable n'a pu être confirmé par des études poussées dans les archives officielles. Ainsi par exemple :
- Le capitaine Vasco Magrini et le sergent-chef Ademade Angelotti, généralement titulaires, respectivement, de 11 et 12 victoires, ne participèrent en aucune manière à aucun combat de toute la guerre.
- Le major Pietro Serini, titulaire de 11 victoires, se révéla avoir été crédité de tous les succès de son escadrille.
- En ce qui concerne le major Adriano Visconti, jusqu'à ses dernières années considéré comme l'as des as italiens, avec 26 victoires homologuées, les historiens, à la lecture de ses livrets personnels, découvrirent qu'il n'avait obtenu que 10 victoires.

### Principale source
- Giovanni Massimello et Giorgio Apostolo, Italian Aces of World War 2, Osprey, London